# Anna Krarup Jensen
Anna Krarup Jensen (født 1979)[kilde mangler] er en dansk journalist og forfatter. Hun er datter af kunstneren Steen Krarup Jensen[kilde mangler] og bosat i København.[kilde mangler] Hun debuterede i 2020 med digtsamlingen Jeg slog først.